# گمینا پونگتس
گمینا پونگتس (به لهستانی:  Gmina Poniec) یک گمینا در لهستان است که در شهرستان گوستنگ واقع شده‌است. گمینا پونگتس ۱۳۲٫۳۲ کیلومتر مربع مساحت و ۷٬۸۶۶ نفر جمعیت دارد.